# Geox-TMC
Geox-TMC var et spansk cykelhold. Holdet blev oprettet i 2004 og holdlederen var Mauro Gianetti.
Efter at Riccardo Riccò blev taget i doping under Tour de France 2008, og holdet valgte at fyre ham og Leonardo Piepoli, samt at trække sig fra Tour de France, trak Saunier Duval sig som sponsor. American Beef kom ind som ny sponsor.. Scott og American Beef stoppede begge deres samarbejde med holdet til 2009, og i stedet kom Fuji og Servetto til som sponsorer af holdet.

## Rytterne for 2009
|                      | Rytter               | Fødselsdag                 |
| -------------------- | -------------------- | -------------------------- |
| Paolo Bailetti       | Paolo Bailetti       | 5. juni 1980 (44 år)       |
| José Alberto Benítez | José Alberto Benítez | 14. november 1981 (43 år)  |
| Iker Camaño          | Iker Camaño          | 14. marts 1979 (45 år)     |
| David Cañada         | David Cañada         | 11. marts 1975 (49 år)     |
| Eros Capecchi        | Eros Capecchi        | 13. juni 1986 (38 år)      |
| Ermanno Capelli      | Ermanno Capelli      | 9. maj 1985 (39 år)        |
| Hilton Clarke        | Hilton Clarke        | 11. juli 1979 (45 år)      |
| Juan José Cobo       | Juan José Cobo       | 11. februar 1981 (44 år)   |
| David de la Fuente   | David de la Fuente   | 4. maj 1981 (43 år)        |
| Jesús Del Nero       | Jesús Del Nero       | 16. marts 1982 (42 år)     |
| Arkaitz Durán        | Arkaitz Durán        | 18. maj 1986 (38 år)       |
| Alberto Fernández    | Alberto Fernández    | 17. september 1984 (40 år) |
| Héctor González      | Héctor González      | 16. maj 1986 (38 år)       |

|                    | Rytter             | Fødselsdag                 |
| ------------------ | ------------------ | -------------------------- |
| Ángel Gómez        | Ángel Gómez        | 13. maj 1981 (43 år)       |
| Beñat Intxausti    | Beñat Intxausti    | 20. marts 1986 (38 år)     |
| Josep Jufré        | Josep Jufré        | 5. august 1975 (49 år)     |
| Fredrik Kessiakoff | Fredrik Kessiakoff | 17. maj 1980 (44 år)       |
| Robert Kiserlovski | Robert Kiserlovski | 9. august 1986 (38 år)     |
| Javier Mejías      | Javier Mejías      | 30. september 1983 (41 år) |
| Fabrice Piemontesi | Fabrice Piemontesi | 16. august 1983 (41 år)    |
| Boris Shpilevsky   | Boris Shpilevsky   | 20. august 1982 (42 år)    |
| Andrea Tonti       | Andrea Tonti       | 16. februar 1976 (49 år)   |
| Davide Viganò      | Davide Viganò      | 12. juni 1984 (40 år)      |
| William Walker     | William Walker     | 31. oktober 1985 (39 år)   |

## Dopingproblemer i Tour de France 2008
Tour de France 2008 tegnede til at en kæmpe succes for Saunier Duval-Scott, da Riccardo Riccò vandt 6. og 9. etape, hvorefter Leonardo Piepoli og Juan José Cobo kørte fra konkurrenterne på Hautacam og vandt en dobbeltsejr.
Men før 12. etape blev Riccardo Riccò taget for doping, og efterfølgende trak hele Saunier Duval-Scoot sig fra Tour de France.
Udtrækkelsen blev fulgt op med, at Saunier Duval-Scott fyrede Riccardo Riccò og Leonardo Piepoli, da de ifølge holdledelsen havde brudt holdets etiske kodeks.

## Sejre 2007
| Dato            | Løb                | Sted    | Vundet                   | Rytter           |
| --------------- | ------------------ | ------- | ------------------------ | ---------------- |
| 14.-20. marts   | Tirreno-Adriatico  | Italien | Pointtrøjen              | Riccardo Riccò   |
| 9.-14. april    | Baskerlandet Rundt | Spanien | Sammenlagt               | Juan José Cobo   |
| 9.-14. april    | Baskerlandet Rundt | Spanien | Regularidad konkurrencen | Juan José Cobo   |
| 12. maj-3. juni | Giro d'Italia      | Italien | Bjergkonkurrencen        | Leonardo Piepoli |
| 12. maj-3. juni | Giro d'Italia      | Italien | Holdkonkurrencen         | -                |

## Eksterne links
- Officiel hjemmeside